# Markus Kulmala
Markus Kulmala (* 1. Februar 1993) ist ein finnischer Unihockeyspieler. Er steht beim Nationalliga-A-Vertreter UHC Uster unter Vertrag.

## Karriere

### Tampereen Ilves
Kulmala begann seine Karriere bei Tampereen Ilves aus Tampere. 2009 wurde er erstmals für die erste Mannschaft aufgeboten. Nach zwei Jahren in Tampere entschied sich Kulmala zu einem Wechsel.

### SC Classic
2011 wurde die Verpflichtung Kulmalas vom SC Classic bestätigt. Mit Classic konnte er sich immer für die finnischen Playoffs qualifizieren und wurde 2014 finnischer Meister.

### UHC Uster
Ein Jahr nach dem Titelgewinn nahm der Schweizer NLA-Verein UHC Uster den finnischen Stürmer unter Vertrag. Mit Uster konnte er sich in zwei Saisons nicht für die Playoffs qualifizieren, wurde aber in beiden Saison Topscorer seiner Mannschaft.

### Kloten-Bülach Jets
Am 12. April 2017 gaben die Kloten-Bülach Jets den Transfer des 24-jährigen Offensivspielers bekannt. Am 17. April 2018 gaben die Jets die Vertragsverlängerung mit dem Offensivakteur bekannt.

### UHC Uster
Nach der Saison 2018/2019 stiegen die Kloten-Bülach Jets in die Nationalliga-B ab, Kulmala wechselte darauf zurück zum UHC Uster.